# C17H19N5O6S2
化学式C17H19N5O6S2（摩尔质量：462.505 g/mol）可以指：
- 头孢卡品，CAS号：135889-00-8
- 头孢维星，CAS号：234096-34-5

|  | 这个同类索引页列出了具有相同分子式的化学物（即同分異構體）条目。 除非您是有意链接至本页，否则应将相应条目的内部链接指向正确的条目。 |